# Hieracium boliviense
Hieracium boliviense es una especie de planta con flor del género Hieracium, de la familia Asteraceae, orden Asterales.

## Distribución
Hieracium boliviense se distribuye por Bolivia.

## Taxonomía
Fue descrita científicamente por (Wedd.) Sch. Bip. Fue publicada en Bonplandia (Hannover) 9: 173 (1861).